# Acadèmia Internacional de Música de Solsona
L'Acadèmia Internacional de Música de Solsona (AIMS) és un festival musical formatiu d'instruments de vents i de cordes organitzat a la ciutat de Solsona cada estiu des de l'any 2003 sota la direcció de Peter Thiemann i amb el recolzament del Consell Comarcal del Solsonès.
L'AIMS treballa des de fa 17 anys amb el compromís d'oferir la millor formació musical a través de la mestria d'un claustre de professors de primer nivell; d'un entorn de multiculturalitat, competència sana i màxima exigència professional, i d'un programa d'apadrinament que assegura la igualtat d'oportunitats. Un dels objectius d'AIMS és difondre el patrimoni musical català, contribuint així a la recuperació i posada en valor del repertori tradicional català.
L'AIMS Festival porta l'excel·lència musical a la Catalunya Central i fa possible que aquesta també arribi als col·lectius més desafavorits de la societat mitjançant l'AIMS Social. Aquests concerts es duen a terme durant tot l'any i fan que l'AIMS Social es converteixi en una plataforma que sensibilitza als alumnes del valor social que té la música i on l'AIMS s'hi apropa oferint companyia, alegries, emocions i música, gran fet diferencial d'aquest festival formatiu.

## Edicions
- 17 edicions des del 2003
  - AIMS Social 500 espectadors | 50 concerts anuals
  - AIMS al Carrer 1800 espectadors
  - AIMS Festival 3500 espectadors

- 17a edició: del 31 de juliol al 21 d'agost de 2018
  - S'inaugurà la primera AIMS Academia de Vents[3]
  - 95 alumnes | 25 Països diferents | 46 concerts[4]
  - 14 municipis i més de 8 comarques de la Catalunya Central[5]
  - Es va comptar amb l'adaptació per a octet que la compositora coreana Jiesun Lim va fer del tradicional i emblemàtic Ball de Gegants de Solsona[6]

- 18a edició: Vents - 1 al 12 d'agost de 2019 | Cordes - 6 al 19 d'agost de 2019

En aquesta edició s'inaugurarà l'AIMS Festival Orquestra Simfònica dirigida pel director d'orquestra Riccardo Frizza